# Televisión y Radio de Campeche
Televisión y Radio de Campeche (TRC) es la emisora estatal del estado mexicano de Campeche.
TRC opera una estación de radio AM, XESTRC-AM 920 "Voces Campeche" en Tenabo, así como la estación de televisión del canal XHCCA-TDT 4.1 en San Francisco de Campeche. También tiene la concesión de XHRTC-FM,  una estación de radio FM actualmente construida también en San Francisco de Campeche

## Historia
La primera cadena pública en Campeche se inició en la década de 1980 durante el gobierno de Alfonso Millán Luna, la producción de la programación local de inhabilitación en la Televisión de la República Mexicana. Cuando TRM se convirtió en parte de Imevisión en 1985, la emisora se trasladó a las nuevas instalaciones y cambió su nombre a COCATEC, llegando a ser incorporado oficialmente el 31 de octubre de 1988. en 1989, XETEB firmó como parte de una asociación entre el gobierno estatal y el Instituto Mexicano de la Radio , que duraría hasta 2004. en 1997, se convirtió en COCATEC TRC.
Larga plagado de equipos de deterioro, la falta de atención financiera y las instalaciones anticuadas, TRC ha sido una fuerte presión para cumplir los plazos relacionados con la transición a la televisión digital, así como para cambiar su estación de radio AM a la banda de FM. En 2015, la estación logra tanto, la firma de un acuerdo con el SPR para compartir la infraestructura de transmisión, con lo que podrá comenzar las emisiones digitales, y recibir una concesión pública para construir una nueva estación de FM .